# Villefranche-sur-Saône
Villefranche-sur-Saône je francouzské město v departementu Rhône v regionu Auvergne-Rhône-Alpes. V roce 2011 zde žilo 35 640 obyvatel. Je centrem arrondissementu Villefranche-sur-Saône.

## Vývoj počtu obyvatel
Počet obyvatel 